# باساجيم فرانكا
باساجيم فرانكا بلدية في ولاية مارانهاو في المنطقة الشمالية الشرقية من البرازيل.   